# Ppi
ppi (произносится как пи-пи-ай), сокращение для англ. pixels per inch, пикселей на дюйм — единица измерения разрешающей способности монитора. Применяется для указания разрешающей способности при вводе или выводе графики. Измеряется числом пикселей, приходящихся на дюйм поверхности. Не стоит путать это с dpi, так как некоторые принтеры при печати ставят точки без смешения красок, и это требует существенно большего количества точек на дюйм, чтобы адекватно отобразить нужный цвет.
Так, обозначение, что фотомашина печатает фотографии с разрешением 254 ppi, значит, что на дюйм (2,54 см) приходится 254 точки. Это означает, что каждый пиксель изображения имеет размер 0,1×0,1 мм.

## Расчёт плотности пикселей (PPI) монитора
Теоретически, PPI может быть рассчитан из размера диагонали экрана в дюймах и разрешения в пикселях (ширина и высота). Это может быть сделано в два этапа:
1. Рассчитать диагональное разрешение в пикселях с использованием теоремы Пифагора:
{\displaystyle d_{p}={\sqrt {w_{p}^{2}+h_{p}^{2}}}}
2. Вычислить PPI:
{\displaystyle PPI={\frac {d_{p}}{d_{i}}}}
где
- {\displaystyle d_{p}} — диагональное разрешение в пикселях,
- {\displaystyle w_{p}} — ширина разрешения в пикселях,
- {\displaystyle h_{p}} — высота разрешения в пикселях,
- {\displaystyle d_{i}} — размер диагонали в дюймах (это число объявляется как размер дисплея).

Например, для 21,5-дюймового (54,61 см) экрана с разрешением 1920×1080 (в котором {\displaystyle w_{p}} = 1920, {\displaystyle h_{p}} = 1080 и {\displaystyle d_{i}} = 21.5), получим 102,46 PPI; для типичного 10,1-дюймового экрана нетбука с разрешением 1024×600 (в котором {\displaystyle w_{p}} = 1024, {\displaystyle h_{p}} = 600 и {\displaystyle d_{i}} = 10,1), получим 117,5 PPI.
- Apple iMac середины 2011 рекламируется как «глянцевый широкоформатный TFT-экран с диагональю 21,5 дюйма»[1], но его реальная видимая область составляет 21,465 дюймов или 545,21 мм вместо должных 546,1 мм.[2] Более точные цифры увеличивают расчётное PPI со 102,46 (при 21,5) до 102,63.
- 20-дюймовый (50,8 см) монитор HP LP2065 имеет реальную видимую область 20,1 дюймов (51 см).[3]

## Введение метрической системы
В цифровой индустрии часто используется «пикселей на сантиметр» вместо «пикселей на дюйм».

## Понятие «HiDPI»
Поддержка высокой плотности пикселей (маркетинговый термин — HiDPI) для прикладной программы — сложная задача. В частности, разработчик прикладной программы (и интерфейсного фреймворка наподобие VCL или Qt) должен:
- Сообщить ОС, что обходные методы (например, механическое масштабирование, введённое в Windows Vista) нужно отключить.
- Уточнить компоновку окон.
- Растровые изображения впрямую не масштабируются. В зависимости от PPI, назначения картинок и дизайна программы нужно подменить их на более качественные, механически увеличить или ничего не делать и смириться, что картинки будут выглядеть уменьшенно.
  - Потому пиксельная графика выходит из моды: на переменном PPI лучше или растровая картинка запредельного качества, или вектор. Только самые низкодетальные версии картинок могут рисовать отдельно, в том числе в пиксельной технике.
- Если программа пользуется визуальными компонентами собственного изготовления — нужно нарисовать и их в увеличенном виде.
- Бывает, что в многомониторной системе один монитор новый с высоким PPI, второй — старый. В Windows 10 попытались решить этот вопрос, задавая разные PPI для разных мониторов, но это требует и поддержки со стороны прикладного ПО.

Поскольку выяснилось, что часто разработчик программы заявляет, что программа поддерживает HiDPI, но не может это слово сдержать (или наоборот, как в µTorrent — поддерживает HiDPI, но не заявляет системе), в Windows 10 в настройках ярлыка появляется ручное задание метода масштабирования.